# ゼンリン
株式会社ゼンリン（英: ZENRIN CO., LTD.）は、福岡県北九州市戸畑区に本社を置く、地図情報の調査・制作・販売を行う日本の企業。日本国内で4社存在するデジタル地図調製業者のうちの1社で、地図情報会社として日本国内最大手。自社で調査した情報を基に住宅地図やGISなどを制作・販売するほか、他社に対してデジタル地図やカーナビゲーション用データなどを供給している。

## 歴史

### 創業
大分県宇佐市出身の大迫正冨（1921年6月16日 - 1980年5月23日）が、1948年4月に別府市で友人と創業した観光文化宣伝社を前身とし、この年を創業としている。
別府市内で宣伝や観光案内などの事業を行い、正冨は専務取締役として出版部門を担当したが、翌1949年に独立して華交観光協会を設立。観光客向けに名所旧跡を紹介する小冊子『年刊別府』を制作したところ、巻末付録であった詳細な市街地図が土地勘のない観光客の間で好評で、地図への掲載要望が相次いだ。これに手応えを感じた正冨は、翌1950年に社名を善隣出版社と改め、2冊目となる『観光別府』を制作する。『観光別府』では付録の地図情報が一層充実し、住宅地図に近いものとなった。
社名は正冨が好んだ言葉「善隣友好」から採られた。戦時においては地図は軍事機密となるため「平和でなければ地図づくりは出来ない」という思いが込められている。

### 住宅地図の制作
これら2冊の成功を受け、1952年6月に『別府市住宅案内図』が販売された。江戸時代の古地図や戦前の町内案内図などから着想を得て、一軒一軒の建物の情報が記載された地図は、商店や官公庁など各方面で評価され、発行地域を広げた。
1954年3月には販路拡大を目指して福岡県小倉市下到津（現在の北九州市小倉北区）へ移転し、『住宅案内図』の名称も『住宅地図』へと改めた。

### 全国展開
以降、住宅地図の発行エリアを順次拡大を進め、1980年には47都道府県全てにおいて住宅地図の発行を開始。以後2018年現在に至るまで、住宅地図を全国展開しているのはゼンリンが唯一となっている。住宅地図全国展開の経過は、のち2004年10月にNHKのドキュメンタリー番組プロジェクトX〜挑戦者たち〜で「列島踏破30万人 執念の住宅地図」として放映・書籍化された。
1952年に大分県別府市で住宅地図の発行を始めてから29年目での全国制覇となったが、同年5月、それを見届けるかのように創業者の正冨が社長在職のまま59歳で病没。後任には正冨の長男である大迫忍が就いた。
その後、2017年には、東京都の島しょ部7村（利島村、新島村、神津島村、三宅村、御蔵島村、青ヶ島村、小笠原村）の住宅地図帳を、創業記念日である6月16日に初めて刊行し、北方4島および島根県隠岐郡隠岐の島町の一部（竹島）をのぞく日本全国すべての市区町村（1,741市区町村）の住宅地図データの整備が完了した。

### 電子化からカーナビへ

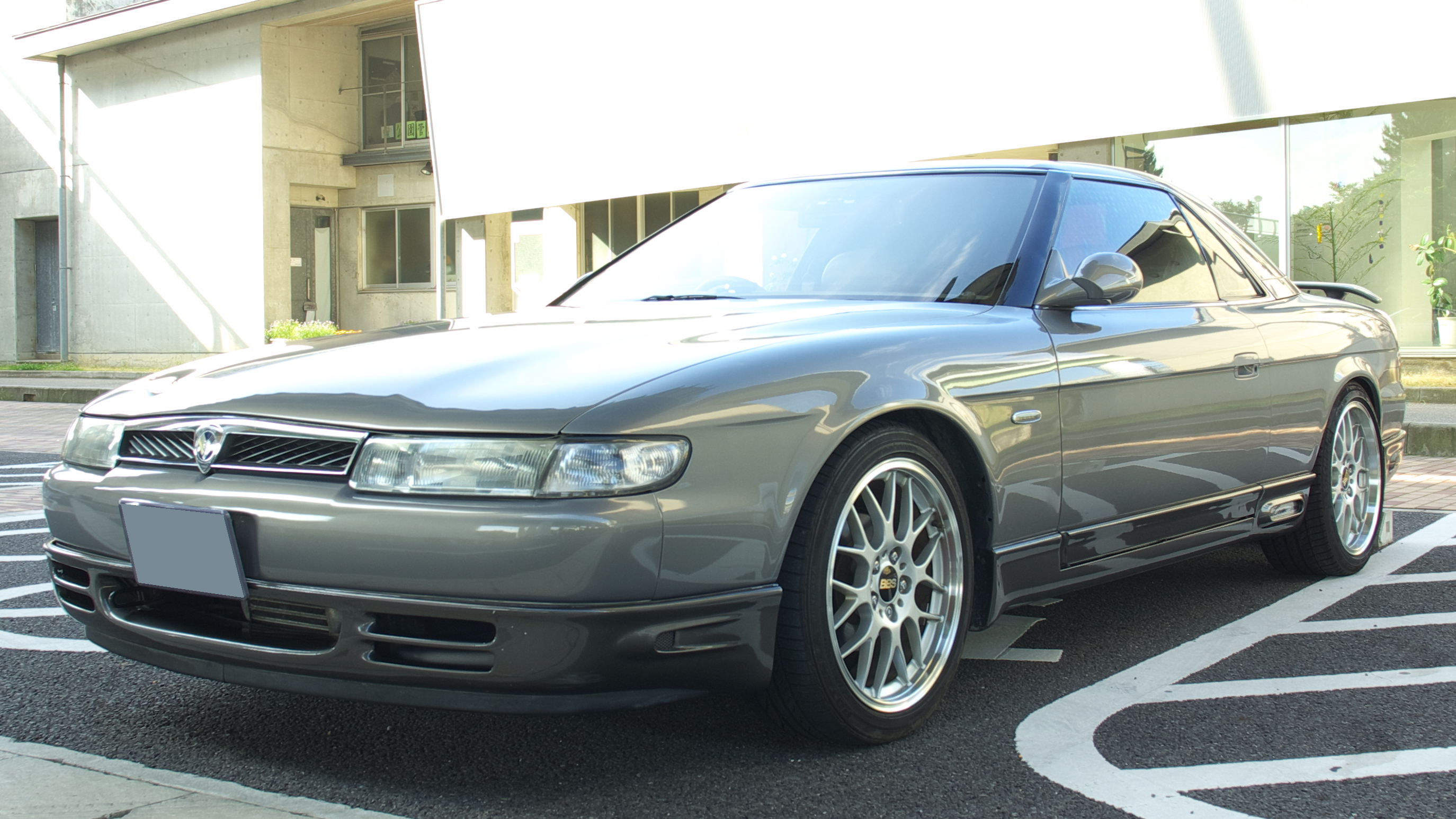
世界初のGPSカーナビが搭載されたユーノス・コスモ

1980年代に入ると2代目社長となった大迫忍の主導により他社に先駆けて地図のデータベース化に着手。1984年に日立製作所と「住宅地図情報利用システム」を開発した。これにより出版物だけでなく地図データの販売も可能となり、1988年にはCD-ROMに地図データを収録した『Zmap電子地図』を販売。1990年には、GPSに対応した世界初のカーナビゲーションシステムを三菱電機と開発し、ユーノス・コスモに搭載された。
1990年代にはカーナビゲーションやパソコンが一般化。80年代に行ったデジタル化への先行投資が実を結んで売上を伸ばし、1994年（平成6年）9月には福岡証券取引所へ、1996年（平成8年）9月には東証・大証各2部への上場を果たした。
地方の地図出版社であったゼンリンをデジタル化の推進によって国内最大手の地図情報会社へと飛躍させた2代目社長の大迫忍は「年を取ると老害になる。55歳で引退する」 として2001年をもって20年間務めた社長を勇退し経営から退いた。同時に「同族経営は弊害を生む」として同族企業から脱却させ、後任には創業家以外から原田康が就任した。

### 媒体の多様化
2000年代には携帯電話・ノートパソコン・携帯ゲーム機・スマートフォンなどの普及に伴い、これらのデバイスに対して地図サービスの提供を行った。
2000年4月、インターネットの普及を受け、ネットワーク配信事業を行うゼンリンデータコムを設立。同年6月には携帯電話向け地図閲覧サービス『ゼンリン携帯マップ』を開始。当初はラスター形式による地図配信であったが、翌年には携帯電話上での地図描画として世界初となるベクター形式による配信を実現した。
2001年8月、3D地図を開発するジオ技術研究所を設立。
2005年7月、Google マップの日本向けサービス開始と同時にデータ提供を開始
。
同年8月、住宅地図のネット配信サービス『ZNET TOWN』を発売開始（2019年3月まで）。
2006年4月、PlayStation Portable用の地図ソフト『みんなの地図』を発売。
2006年に東証一部に上場を果たすと、「経営環境の変化に対応するため、若い経営陣に任せたい」として2008年に原田が57歳で退任。初の生え抜きとして高山善司が45歳の若さで4代目社長に就任した。

### 近年の動向
2010年代に入ると、自動運転やドローン、雑貨などの新たな分野へ地図データを活用した商品化が進んだ。

#### 自動運転
2008年から社内で先進運転支援システム(ADAS)のための高精度地図データの研究開発を開始し、国内外の関連企業との協業を行う。
2016年5月、三菱電機らと6社でダイナミックマップ基盤企画を共同設立。自動運転の実現に必要となる高精度3次元地図の検討を進める事で合意。
2017年1月、NVIDIAと自動運転向けのソリューションについて共同研究することで合意。
2017年10月、オランダのTomTomと日本におけるトラフィックサービスの共同開発で合意。
2018年1月、日産自動車・Mobileyeと共同でレベル3の自動運転向けの高精度地図の共同開発を発表。

#### ドローン
2015年9月、一般社団法人日本UAS産業振興協議会・ブルーイノベーションと共同でドローン用飛行支援地図サービスの開発に着手。翌2016年5月には飛行禁止区域を地図上で示す『SORAPASS』を発表。
2017年3月、東京電力ホールディングスとドローン用3次元地図分野で提携し、電線網の上空をドローンの安全な飛行経路として活用する「ドローンハイウェイ」の実現を目指して共同開発を進めると発表。

#### 3D地図データ
国内の主要都市の街並みを再現したカーナビゲーション向けの3D地図データを汎用性の高いFBXに変換し、2014年9月より一部をUnityアセットストアで公開している。2018年7月には、グランゼーラが開発中のPlayStation 4用ゲームソフト『絶体絶命都市4Plus -Summer Memories-』において、ゲーム内の街のグラフィックに採用されると発表された。

#### 生活雑貨
保有する地図データを活用した新たな市場開拓を進め、2016年に地図を柄として用いた雑貨シリーズ『mati mati』を発売。第59回大阪インターナショナル・ギフト・ショー春2018の販促品部門で大賞を受賞。お茶の水女子大学との産学連携による地図柄文具の商品開発や、アパレルブランドのマスターバニーエディションのポロシャツへの地図データの採用など、広がりを見せている。
2018年には社内のビジネスコンテストで最終選考に残ったアイデアをもとに、夏休みの自由研究向けキットを発売。

## 地図づくり
創業以来、現地で実際に目視し状況を確認するのがゼンリンの調査の特徴となっており、その様子は「現代の伊能忠敬」とも例えられる。2018年現在も全国に約70の調査拠点と約1000名の調査スタッフを有し、都市部で毎年、他の地域でも最大5年周期で徒歩による現地調査を実施している。
2012年9月に発生したアップルの純正地図アプリに「パチンコガンダム駅」などの不正確な情報が多数表示される不具合の際には、グーグルが採用していたゼンリンのデータがアップルで使われていなかったため、結果的にゼンリンの地図データが再評価された。

## 製品

### 住宅地図データ
住宅地図は建物一軒一軒の住所・建物名・入居者名・形状・階数等を収録した地図。刊広社などの競合も存在するが、日本国内すべての自治体の住宅地図を調査・製造しているのはゼンリンが唯一となっている。調査員が目視で現地調査した情報を使用しており、データベースは属性で分けられた約1000のレイヤーを持つ。
消防・救急の指令システムをはじめとする行政サービス、電気・ガスなどのインフラ企業、宅配業者や不動産業者などの民間企業に対してデータを供給している。
- 主な自社商品
  - ゼンリン住宅地図 - 冊子版。B4・A4の2つのサイズを発売。
  - ブルーマップ - B4判の住宅地図に公図と都市計画図の情報を加えたもの。
  - ゼンリン住宅地図出力サービス - オンデマンド版。
  - ゼンリン住宅地図プリントサービス - コンビニエンスストアのマルチコピー機で印刷出来るA3サイズの住宅地図。
  - 電子住宅地図デジタウン - DVD版。
  - ゼンリン住宅地図スマートフォン - スマートフォン版。
  - ZNET TOWN - クラウド版。
  - ZENRIN GISパッケージ - クラウド版。業種別のGIS機能を追加したもの。
  - らくらく販促マップ - 中小企業・個人事業主向け。ポスティング用の機能を追加したもの。
  - 自主防災マップ - 自主防災組織・自治会・町内会向け。
  - mati mati（マチマチ） - 住宅地図のデータを加工して柄として用いたステーショナリーシリーズ。

### ナビゲーションデータ
カーナビゲーション
- 主な自社商品
  - JAPAN MAP - パナソニックのカーナビ「ゴリラ」用の更新用データ。

歩行者ナビゲーション
歩行者用の経路ネットワークを「高密度エリア」「低密度エリア」「道路ネットワーク流用エリア」の3つに分けて整備している。「高密度エリア」は1日の利用客数が5万人以上の駅と周辺を対象とし、階段の勾配情報やエスカレーターの稼働方向、屋根の有無などを調査し、階段が少ないルートや雨天時に濡れにくいルートといったきめ細やかな案内を実現している。
- 主な自社商品
  - いつもNAVI

ADAS
ドローンハイウェイ
3D地図データ
主要都市部の建物をポリゴンで作成したデータ。範囲は東京23区・大阪市の全域と、全国政令指定都市（19都市）の中心部で、更新は年1回。オブジェクト毎に数百種類もの属性を持つ。カーナビゲーション用に製作されてきたが、近年はゲームソフトやBIMなど、異なる分野への活用も進む。
- 主な自社商品
  - 3D地図データ

### 観光情報
カーナビゲーション用データとして、全国の主要な観光地・施設の案内文や画像データを収集。
- 主な自社商品
  - 道の駅 旅案内全国地図

## CSR

### ゼンリンミュージアム

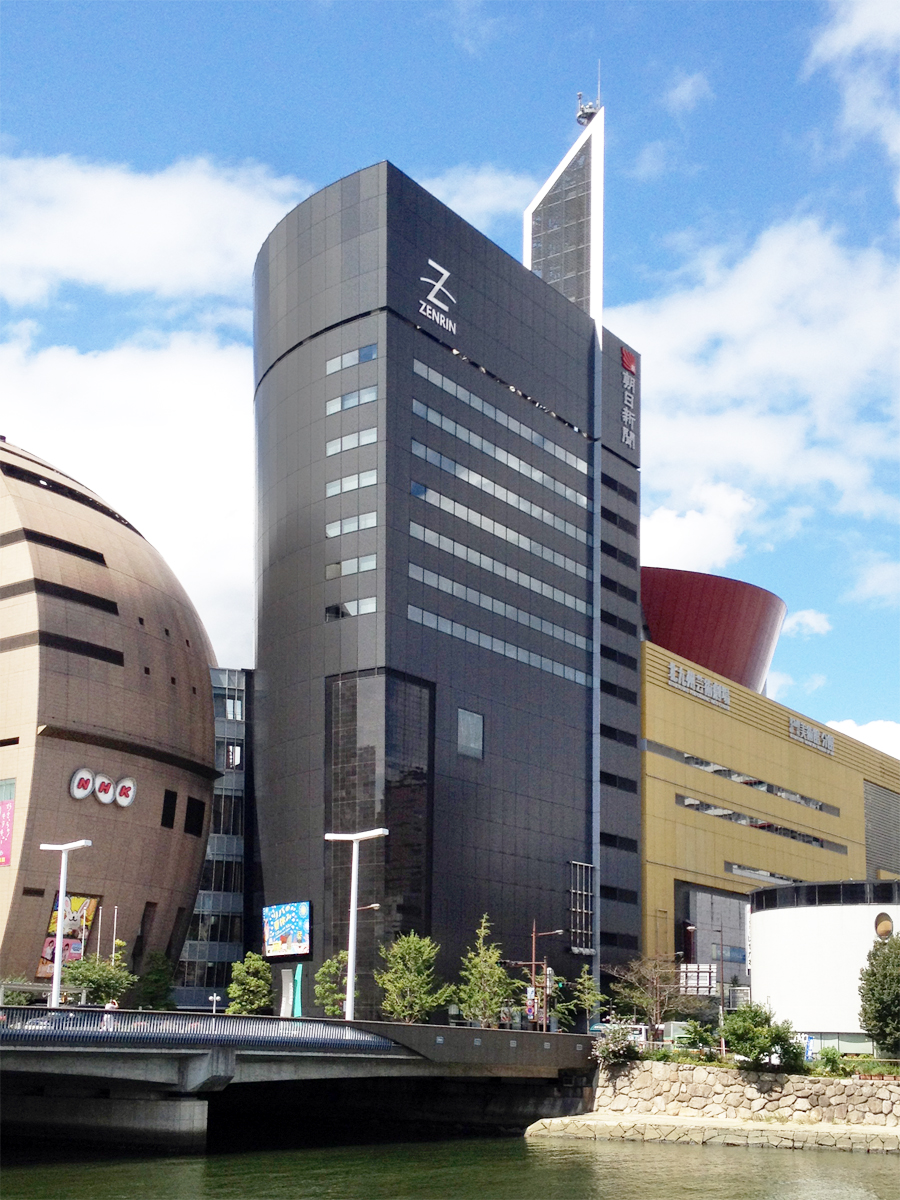
ゼンリンミュージアムが入居するリバーウォーク北九州

創業家二代目社長の大迫忍が収集した国内外の古地図コレクションを公開するため、本社所在地である福岡県北九州市に2003年7月に企業博物館「ゼンリン地図の資料館」を開館。
本店所在地を兼ねてリバーウォーク北九州の最上階に位置し、所蔵する8250点の一部のほか、地図制作の歴史やスポンサードする選手・団体などに関する展示を行っていた。
しかし「ゼンリン地図の資料館」を中心に続けてきた地図文化振興の取り組みを一層拡大するため、同資料館は2019年11月15日をもって一旦閉館、同地に新たに「ゼンリンミュージアム」をオープンすることとした。「ミュージアム」開業は「地図の日」にあたる2020年4月19日を予定していたが、新型コロナウイルス感染拡大防止のため、同年6月6日に延期された。
なお「資料館」時代から、小倉の街並みを見渡す展望カフェスペースも設置されている。

### 災害時支援協定
東日本大震災を契機として非常時における紙の地図の重要性が認識されたことに伴い、自治体に対し災害時用の地図を贈呈し備蓄する取り組みを行っている。

### ゼンリン陸上競技部
実業団活動として1990年より陸上競技部を設けており、2018年現在では藤光謙司、高山峻野、城山正太郎らの選手が在籍している。

### スポンサード
ギラヴァンツ北九州
地元北九州市を拠点とするプロサッカーチームであるギラヴァンツ北九州を支援。2010年から2012年は背中上部、2013年以降はパンツのユニフォームスポンサーとなっている。
片山右京 / チームUKYO
元レーシングドライバーの片山右京と、片山が率いるチームUKYOのメインスポンサーとなっている。
木戸愛
2012年2月よりプロゴルファーの木戸愛と所属契約を結んでいる。
提供テレビ番組
タモリ倶楽部（テレビ朝日）2019年1月時点でも関東ローカルにて提供中。
モヤモヤさまぁ〜ず2（テレビ東京）過去にテレビ東京系列にて提供していたテレビ番組。放送開始から現在でも、いつもNAVIによる地図データ提供行っており、提供していた時期は、いつもNAVIのテレビCMを流していた。
がっちりマンデー!!（TBSテレビ）- 2021年1月17日よりTBSテレビ系列にて複数社の1社として提供開始。
ラジオ
JFN時報 -2013年から一時的（終了時期不明）週末朝5時〜13時の時報スポンサーに。

## 事業所
- 本社 - 福岡県北九州市戸畑区中原新町3番1号 北九州テクノパーク
- 第一事業本部など - 東京都千代田区西神田一丁目1番1号　オフィス21ビル
- 第二事業本部など - 東京都千代田区神田淡路町二丁目101番地　ワテラスタワー
- テクノセンター - 福岡県北九州市戸畑区中原新町3番1号
- ゼンリンミュージアム（旧・ゼンリン地図の資料館） - 福岡県北九州市小倉北区室町一丁目1番1号 リバーウォーク北九州

## テレビ番組
- 日経スペシャル カンブリア宮殿 災害・救急・最新技術の裏側で大活躍！ "便利さ"で生活を支える 知られざるゼンリンの秘密（2018年8月9日、テレビ東京）[36]

## その他

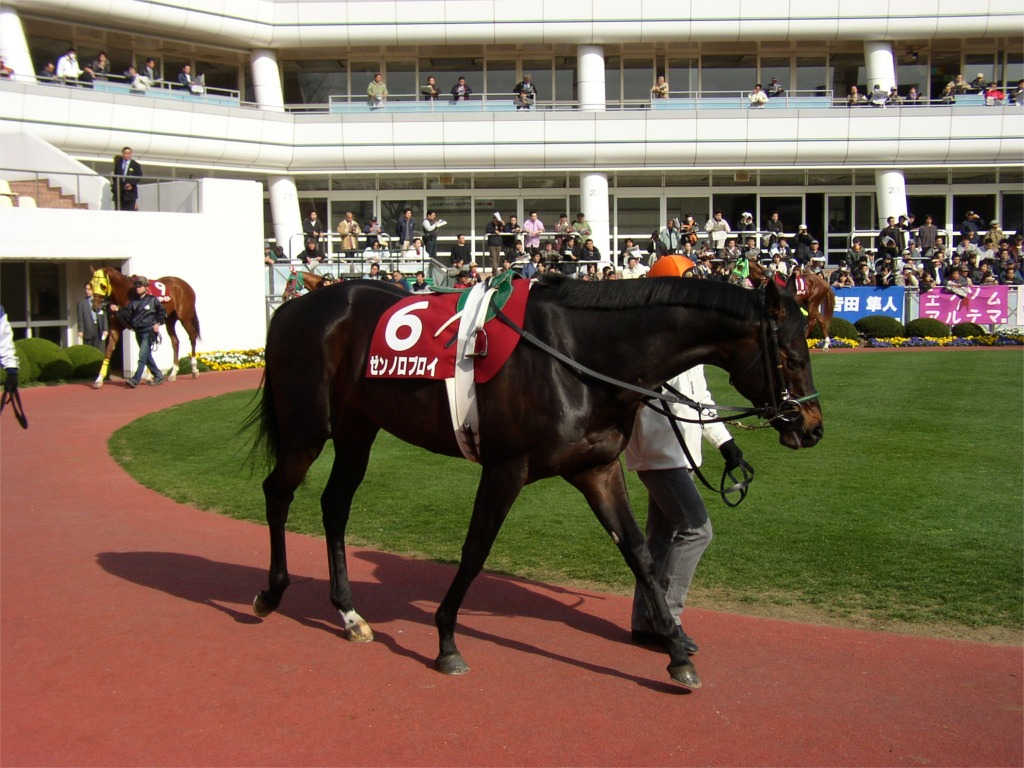
「ゼンノ」を冠するゼンノロブロイ

- 全国各地の産業などが物件として登場しているテレビゲーム『桃太郎電鉄シリーズ』では、小倉駅の物件としてゼンリンをモデルとした「住宅地図制作会社」が登場する。なお、ゼンリンは同ゲームシリーズを開発・販売しているハドソンと共同でパソコン用地図ソフト「MaPiVi」を開発していた[37]。
- 二代目社長の大迫忍は馬主であり、自身の所有する競走馬の冠名として、社名に由来する「ゼンノ」を付けた。例として2004年のJRA賞年度代表馬のゼンノロブロイがいる。
- SEGAのゲーム『龍が如く8』内における神室町、伊勢佐木異人町、ホノルルシティの地図をゼンリンが制作している。

## 関連会社
- 株式会社ゼンリンプリンテックス
- 株式会社ダイケイ
- 株式会社ジオ技術研究所
- 株式会社ゼンリンインターマップ
- 株式会社ゼンリンマーケティングソリューションズ
- 株式会社ゼンリンデータコム
- 株式会社Will Smart
- ZENRIN USA，INC.
- ZENRIN EUROPE GmbH
- Abalta Technologies, Inc.
- 上海大計数据処理公司
- Abalta Technologies EOOD
- C.E.Info Systems Private Limited
- INFOTRACK TELEMATICS PTE. LTD.